# S.H.E. - La volpe, il lupo, l'oca selvaggia
S.H.E. - La volpe, il lupo, l'oca selvaggia (S.H.E: Security Hazards Expert) è un film del 1980 diretto da Robert Michael Lewis

## Trama
Il brillante agente di spionaggio americano Lavinia Kean, esperta di rischi per la sicurezza, combatte le astuzie del criminale e ricattatore internazionale Cesare Magnasco.